# ميخائيل دوبسون (لاعب دوري الرغبي)
ميخائيل دوبسون (بالإنجليزية: Michael Dobson) هو لاعب دوري الرغبي أسترالي، ولد في 29 مايو 1986 في Junee ‏ في أستراليا.